# SMS Thüringen
SMS Thüringen byla třetí loď třídy Helgoland, bitevních lodí (dreadnought) německého císařského námořnictva (Kaiserliche Marine). Jméno dostala podle Durynska. Její kýl byl položen v loděnici AG Weser v Brémách, spuštěna na vodu byla 27. listopadu 1909 a uvedena do služby dne 1. července 1911. Hlavní výzbroj tvořilo dvanáct děl ráže 305 mm v šesti věžích po dvou a dosahovala maximální rychlosti 21,2 uzlů (39,3 km/h; 24,4 mph). Ostfriesland byla přidělena k I. bitevní eskadře Širokomořského loďstva, kde sloužila po většinu své kariéry i první světové války.
Spolu se sesterskými loděmi Helgoland, Oldenburg a Ostfriesland se za první světové války účastnila všech velkých operací floty v Severním moři proti britské Grand Fleet, včetně bitvy u Jutska 31. května a 1. června 1916, největší námořní bitva války, ve které zasáhla do těžkých nočních bojů, kdy zničila obrněný křižník HMS Black Prince. Dále bojovala proti ruskému carskému námořnictvu v Baltském moři, kde se v srpnu 1915 podílela na neúspěšném prvním vpádu do Rižského zálivu.
Po pádu Německa v listopadu 1918 byla většina Širokomořského loďstva internována a během mírových jednání byla ve Scapa Flow potopena. Všechny čtyři lodě třídy Helgoland směly zůstat v Německu, díky čemuž byly ušetřeny potopení floty ve Scapa Flow. Nakonec byly předány vítězným spojeneckým mocnostem jako válečné reparace; Thüringen byl v dubnu 1920 převezen do Francie a používán jako cílová loď pro francouzské námořnictvo. U Gâvres byla potopena a na místě v letech 1923–1933 rozebrána do šrotu, i když některé části lodi zde zůstaly.